# قد يرضي ذلك المحكمة
قد يرضي ذلك المحكمة (بالكورية: 변론을 시작하겠습니다)؛ هو مسلسل ويب كوري جنوبي، من بطولة جونغ ريو-وون ولي كيو هيونغ وجونغ جين يونغ وكيم هاي اون. تدور أحداث المسلسل حول نوه تشاك هي، مدافعة عامة عليها أن تدافع عن قاتل قتل حبيبته، وبذلك تواجه أكبر معضلة في حياتها. يعرض على ستار بواسطة ديزني+ في مناطق محدودة من 21 سبتمبر 2022.

## القصة
نوه تشاك هي (جونغ ريو وون) تعمل في شركة محاماة كبيرة. إنها على استعداد لتحمل أي مخاطرة للفوز بقضية وأصبحت محامية في مكتب المحاماة. كانت سترتقي إلى منصب شريك المؤسس، ولكن تحدث مشكلة في قضية قبلتها. بسبب هذا، يتم تعليقها تقريبًا لمدة عام. مع ذلك، تبدأ نوه تشاك هي العمل كمدافع عام. تأمل في العودة إلى منصبها في مكتب المحاماة الذي عملت به سابقًا. بصفتها محامية عامة، تشارك مكتبًا مع زميلها في المحامي جوا شي بايك (لي كيو هيونغ).
تخرج جوا شي بايك من معهد البحوث والتدريب القضائي كطالب متفوق. كان لديه خيار أن يصبح قاضياً أو مدعياً أو محامياً في شركة محاماة كبيرة، لكنه اختار العمل كمدافع عام. إنه متحمس لعمله ولديه أيضًا جزء غامض من حياته الشخصية لا يعرفه أحد.
لا يتوافق نوه تشاك هي وجوا شي بايك جيدًا، لكنهما مشتركان في قضية قتل متسلسلة. الضحايا هم من كبار السن الأثرياء.

## طاقم
- جونغ ريو وون في دور نوه تشاك هي[6]
- لي كيو هيونغ في دور جوا شي بايك[7]
- جونغ جين يونغ في دور جانغ كي دو[8]
- كيم هاي -اون في دور اوه ها-ران[9]
- لي سانغ هي في دور يو كيونغ جين[3]
- كيم سانغ هو في دور شين تشي سيك[10]
- بارك سو جين في دور جانغ يون[10]
- هونغ سيو جون بدور أوه داي هيون[10]
- كو كيو بيل بدور دو يونغ سو[10]

## الإنتاج
المسلسل من كتابة كيم دان وإخراج كانغ مين جو الذي شارك في إخراج مسلسل إتايوان كلاس (2020)، احصل على الانتقام (2020)، عمل جيد (2022). هي سلسلة أصلية لصالح منصة ديزني+ ، تتولى مسؤولية إنتاج المسلسل شركة آرك ميديا بجانب استوديو سيلنج شوت.

### طاقم
في ديسمبر 2021، عُرض على جونغ ريو وون دور المحامية نوه تشاك هي. صرحت وكالتها إتش & انترتيمنت أنها كانت تفكر في الأمر بشكل إيجابي. يمثل هذا المسلسل عودتها بعد ثلاث سنوات، حيث كان آخر ظهور لها في المسلسل التلفزيوني يوميات مدعي عام (2019).

### التصوير
بدأ التصوير الرئيسي في 22 يناير 2022، وانتهى التصوير في 15 يونيو 2022.

### الإصدار
في 23 أغسطس 2022، أصدرت ديزني+ أول عرض تشويقي بجانب الإعلان عن تاريخ العرض. في 31 أغسطس 2022، أصدرت ديزني+ عرض مطول مع الإعلان عن تاريخ العرض الاول، من المقرر عرض المسلسل في 21 سبتمبر 2022.

## روابط خارجية
- الموقع الرسمي
 (بالكورية)
- قد يرضي ذلك المحكمة على موقع IMDb (الإنجليزية)
- قد يرضي ذلك المحكمة على موقع قاعدة بيانات الفيلم (الإنجليزية)
- قد يرضي ذلك المحكمة على هانسينما